# Frank P. Albrook
Frank Potter Albrook (Delhi, Iowa; 6 de julio de 1892 - Washington D. C.; 17 de septiembre de 1924) fue un aviador y primer teniente del Servicio Aéreo del Ejército de los Estados Unidos (USAAS). Entre 1922 y 1924 fue la primera persona encargada del comando del parque aéreo conocido como Balboa Fill Landing Field, ubicado en el área Pacífico de la Zona del Canal de Panamá.
Por sus acciones, tras su fallecimiento fue renombrado dicho campo como la Base Aérea de Albrook (Albrook Air Force Base) y su apellido ha perdurado en el área tras el traspaso del canal interoceánico a la administración panameña a finales de la década de 1990.

## Biografía
Nació en Delhi, Iowa, y poco se conoce de sus primeros años. Se graduó de la Universidad Estatal de Iowa en 1917 con un título en ciencias.
Al ingresar al Servicio Aéreo del Ejército de los Estados Unidos, fue asignado el 16 de marzo de 1921 al 7° Escuadrón de Observación ubicado en France Field, en la parte norte de la Zona del Canal de Panamá. En ese entonces, el 7° Escuadrón de Observación era la única entidad aérea posicionada en la zona del Caribe. A comienzos de 1922, fue asignado para crear y comandar el 8° Parque Aéreo ubicado en el Balboa Fill Landing Field, un aeródromo de reciente creación hecho de tierras ganadas al antiguo pantano del río Curundú, adyacente a Quarry Heights y a la localidad de Balboa, en el área sur de la Zona del Canal. La misión del teniente Albrook era reforzar la presencia aérea en esa zona sensible del canal, ante los avances tecnológicos de la aviación en la década de 1920 y France Field era muy limitado en capacidad.
Albrook organizó a los integrantes movilizados desde France Field, creando el nuevo grupo y comandó activamente hasta el 30 de abril de 1922, cuando el 24° Escuadrón de Persecución y el 25° Escuadrón de Bombardeo se establecieron también en el campo. Adicionalmente, fue oficial de ingeniería postal hasta que fue transferido el 13 de mayo de 1924, siendo asignado como estudiante en el campo de Chanute, Illinois.
El 12 de agosto de 1924, tuvo un accidente pilotando una aeronave DeHavilland 4-B en Chanute, dejándolo seriamente herido. Un pasajero que lo acompañaba, un soldado de primera clase, falleció en el lugar. Debido a las heridas, Albrook fue trasladado al Hospital Walter Reed, en la capital estadounidense, falleciendo el 17 de septiembre del mismo año.
Póstumamente el 11 de noviembre de 1924, durante el día del Armisticio, el Departamento de Guerra de los Estados Unidos renombró el aeródromo donde trabajó como Albrook Field y eventualmente fue reconvertido y ampliado en la Base Aérea de Albrook. Fue traspasada a la administración panameña en 1997, y en 1999 el Aeropuerto Internacional Marcos A. Gelabert fue trasladado desde su antigua sede en Paitilla a la antigua base de Albrook, siendo su sede actual. El nombre Albrook ha perdurado hasta la actualidad, incluyendo establecimientos cercanos como Albrook Mall, la Gran Terminal Nacional de Transporte (conocida como Terminal de Albrook) y una estación del metro de Panamá.